# Bawlf
Bawlf es un pueblo canadiense situado en la provincia de Alberta.

## Superficie
Bawlf tiene una superficie de 0,89 km².

## Demografía
En 2021, tenía 412 habitantes, una densidad poblacional de 462,9 hab./km², y 176 viviendas.